# Purshivora chelifera
Purshivora chelifera är en insektsart som först beskrevs av Crawford 1914.  Purshivora chelifera ingår i släktet Purshivora och familjen rundbladloppor. Inga underarter finns listade i Catalogue of Life.